# Personaggi di Tiger Mask W
Questa è la lista dei personaggi della serie anime Tiger Mask W, prodotta da Toei Animation come sequel del primo anime L'Uomo Tigre, tratto dal manga di Ikki Kajiwara.

## Personaggi principali

### Naoto Azuma
Naoto Azuma (東ナオト?, Azuma Naoto) è il protagonista della serie. Rimasto orfano dopo il terremoto del Tōhoku, è entrato a far parte della Zipangu Pro-Wrestling, nella quale aveva trovato un motivo per tornare a vivere, questo fino a quando la squadra rivale della GWM (Global Wrestling Monopoly) distrusse la reputazione della palestra e ne ferì gravemente il suo istruttore. Arrabbiato, decide di combattere contro il gruppo di Tana delle Tigri, che è affiliata con la GWM. È stato scelto da Kentaro Takaoka per ereditare il titolo di Tiger Mask (タイガーマスク?, Taigā Masuku). Vive insieme a Takaoka, ha 21 anni e, quando non è mascherato, lavora come meccanico al suo negozio. La sua mossa finale, sviluppata in seguito ad un lungo allenamento con Hiroshi Tanahashi, è il Tiger Diver, difficile da eseguire ma quasi inaffrontabile, consistente in una giravolta a mezz'aria che si conclude con una violenta doppia ginocchiata al petto dell'avversario. Da subito attira l'attenzione della GWM sconfiggendo alcuni dei loro wrestler migliori come Henry Odin, Black Python e Red Death Mask, quindi la GWM arriva presto a considerarlo un nemico pericoloso. È riuscito a vincere il torneo dei wrestler mascherati della GWM battendo Mister Question e il suo acerrimo rivale Tiger the Dark, infine sconfigge in finale Yellow Devil, infatti si era iscritto solo per poterlo affrontare, salvo poi scoprire che in realtà il suo avversario era Billy the Kidman. Oltre ai wrestler della GWM ha sconfitto anche avversari come Gorilla Jeet Singh, Bigfoot e il Bullet Club. Fino ad ora ha perso solo due volte: la prima sconfitta patita in una sfida è stata durante la rivincita con il suo odiato rivale Tiger the Dark, dietro la cui maschera si cela il suo amico Takuma, al War Game, maturata tuttavia solo a causa dell'intromissione del wrestler Kevin Anderson proprio quando Naoto era sul punto di assestare all'avversario il colpo di grazia, mentre la seconda sconfitta nel tag match insieme a Yūji Nagata contro i wrestler della GWM The Second e Tiger the Black. Quando scopre che Tiger the Dark è in realtà Takuma, gli rivela la sua identità e i due amici si riconciliano. Dopo la sconfitta di King Tiger, con la promessa di lasciarlo sfidare The Third, viene convinto da Miss X a firmare un contratto che lo costringe a tradire la New Japan Pro-Wrestling per allearsi con i Miracle. Lo fa affondare per commettere falli e perdere la sua reputazione. Viene comunque usato crudelmente come pedina sacrificale per gli schemi della GWM, lasciandolo con la fiducia erosa dai suoi colleghi della NJPW. Alla fine riguadagna la loro fiducia dopo aver salvato Nagata e riforma la loro alleanza contro la GWM. In seguito sviluppa una nuova mossa chiamata "Tiger Fang", dove aggredisce l'avversario con un calcio d'ascia, seguito da uno colpo di ginocchio sul viso, assomigliando così al morso di una tigre, che usa per sconfiggere Kevin. Durante un tag team match con The Third, il wrestler che in passato vestiva i panni dell'odiato Yellow Devil, viene smascherato dopo avergli strappato la maschera. Durante la battaglia finale del Final Wars, usando una nuova maschera fatta della sua e quella di Tiger the Dark, combatte contro The Third. Utilizzando una combinazione delle proprie mosse e quelle di Takuma, Darkness Driver e Darkness Hold, riesce a danneggiare e sconfiggere The Third con la sua Tiger Fang. Lui e Takuma decidono di percorrere altre strade e combattere all'estero con il ring name Tiger Mask W (タイガーマスクW?, Taigā Masuku Daburu), usando lo stesso disegno di maschera. Si trasferisce in Messico per unirsi ufficialmente alla federazione di wrestling. È doppiato da Taku Yashiro.

### Takuma Fujii
Takuma Fujii (藤井タクマ?, Fujii Takuma) è il coprotagonista della serie. Quando Naoto si unisce alla Zipangu Pro-Wrestling gestita da suo padre Daisuke ne diventa un breve grande amico, ma a seguito della sconfitta patita per opera dei wrestler della GWM, che ha lasciato suo padre invalido e la conseguente chiusura della palestra, le loro strade si sono separate. A causa di questo, anela di sconfiggere Tana delle Tigri e vendicarsi di Yellow Devil, il wrestler responsabile dell'infortunio di Daisuke. Unitosi a sua volta all'organizzazione per poterla distruggere dall'interno, tre anni dopo viene scelto come erede del titolo di Tiger the Dark (タイガー・ザ・ダーク?, Taigā Za Dāku). Ha 21 anni e non ha la patente di guida. Le sue mosse assassine sono il Darkness Driver, un battipalo dove colpisce la testa dell'avversario sul pavimento con le ginocchia, e il The Darkness Hold, dove esegue e braccio possente tenendo le braccia e le gambe. Durante il torneo dei wrestler mascherati, nel quale progetta di compiere la sua vendetta contro Yellow Devil, viene tuttavia sconfitto in semifinale da Tiger Mask, dietro il quale si cela proprio a sua insaputa il suo amico Naoto, rinunciando in pratica a battersi dopo essersi reso conto di come suo padre, presente tra il pubblico, avesse più stima per Tiger Mask che per lui. Condannato a subire l'Esecuzione della Tigre per aver perso il match, riesce a redimersi vincendo il torneo clandestino della Fossa, da cui esce tuttavia profondamente cambiato, riadattando il proprio stile di wrestling in una forma molto più violenta, aggressiva e irrispettosa delle regole. In seguito, durante il Max Dome War Game, che mette in palio la possibilità di sfidare The Third per il titolo di campione del mondo, si scontra nuovamente con Tiger Mask, riuscendo prima a tenergli ampiamente testa e infine a sconfiggerlo grazie all'aiuto di Kevin. Il match con Tiger Mask, però, gli costa una grave ferita al torace, che, ampliando notevolmente un divario di abilità già considerevole, gli costa una devastante sconfitta nel successivo match contro The Third, al termine del quale viene smascherato, e la sua identità rivelata a tutti, inclusi suo padre Daisuke e il suo amico Naoto. Lasciato paralizzato, mentre viene trasportato in ospedale, Naoto si precipita dal suo amico in barella e gli rivela la sua identità, così i due amici si conciliano. Viene ricoverato nello stesso ospedale del padre e finalmente si riuniscono. È in fase di riabilitazione con l'aiuto di Ruriko per tornare al wrestling e si allena di nuovo con Naoto. Fa il suo ritorno sul ring come parte del team New Japan-Pro Wrestling durante il Final Wars. Sviluppa una nuova mossa chiamata "Crossbow", dove si piega ed esegue un salto con le braccia incrociate, colpendo la mascella dell'avversario e poi rilasciando entrambe le braccia, catapultando il bersaglio; con questa mossa sconfigge The Third e The Second nel tag match del Final Wars. Dopo che la maschera di Naoto viene strappata da The Third, condivide la metà della sua con il partner per permettergli di combattere. Dopo la sconfitta di The Third, i due decidono di percorrere altre strade e combattere all'estero con il ring name Tiger Mask W, condividendo lo stesso disegno di maschera che combina entrambe le loro precedenti. Si trasferisce in Nord America per unirsi ufficialmente alla federazione di wrestling. È basato su Black Tiger della New Japan Pro-Wrestling. È doppiato da Yūichirō Umehara.
Per contribuire a promuovere la serie, la vera New Japan Pro-Wrestling ha introdotto un wrestler Tiger the Dark, con ACH sotto la maschera, di faida con il vero Tiger Mask W, con Kōta Ibushi sotto la maschera.

### Haruna Takaoka
Haruna Takaoka (高岡 春奈?, Takaoka Haruna) è la protagonista femminile della serie. È l'energica e iperattiva nipote di Kentaro Takaoka. Furba e vivace, ha 19 anni ed è l'unica persona oltre allo zio materno che sa che Naoto Azuma è il nuovo Tiger Mask, e serve anche come sua manager, oltre ad esserne segretamente innamorata e alla fine ricambiata. All'insaputa di tutti, soprattutto dopo aver fatto la conoscenza del duo Candy Pair, si allena da sola per diventare lei stessa una pro-wrestler. Poi, quando viene disputata una rivincita tra il duo Candy Pair e il team americano Queen Elizabeth/Payne Fox, Haruna ottiene di prendere il posto di Milk della Candy Pair, fermata la sera prima del match da un attacco di appendicite, facendo il suo debutto nel mondo del wrestling con il soprannome di Spring Tiger (スプリングタイガー?, Supuringu Taigā), e riuscendo persino a sconfiggere Miss X, che aveva preso il posto di Payne Fox. Il suo stile di wrestling è piuttosto datato, fondato soprattutto sulla resistenza fisica e gli attacchi alle gambe dell'avversario, portati in particolare attraverso devastanti prese. Avendo però lo zio promesso a sua madre Yoko Takaoka, che è contraria perché la verità sul suo eroe Tiger Mask la sconvolse da bambina, di non lasciarla mai diventare una pro-wrestler, deve stare molto attenta a non farsi scoprire. Grazie alle sue grandi conoscenze del wrestling, solo Fukuwara Mask ha capito la sua doppia identità. Istruita da Lady, la segretaria di Miss X, ha fatto da seconda a Tiger Mask nel death match con King Tiger. Dopo la sconfitta di Tana delle Tigri e la successiva partenza di Naoto, insieme con le amiche Milk e Mint, viene reclutata da Miss X al fine di servire come la principale combattente della sua nuova organizzazione. Ha a malincuore il ring name cambiato in Springer (スプリンガー?, Supuringā), dopo che Miss X suggerisce che è troppo lungo secondo la sua ricerca. Anche se è inizialmente riluttante a perseguire una carriera di wrestling a causa della disapprovazione della sua famiglia, dopo aver combattuto e sconfitto Mother Devil, la più forte wrestler femminile del Giappone, insieme all'incoraggiamento di Miss X, trova finalmente il coraggio necessario per dirglielo. È basata su Tiger Dream. È doppiata da Suzuko Mimori, che ha inaugurato e introdotto il vero Tiger Mask W sul ring durante il Wrestle Kingdom 11.

### Kentaro Takaoka
Kentaro Takaoka (高岡 拳太郎?, Takaoka Kentarō) era Yellow Devil (イエロー・デビル?, Ierō Debiru, lett. "Diavolo giallo") prima di tradire la vecchia Tana delle Tigri, poi divenuto Ken Takaoka (ケン高岡?, Ken Takaoka) sul ring giapponese fino al ritiro. Dopo la fuga del fraterno amico Naoto Date, temendo che un giorno Tana delle Tigri potesse tornare, si è fatto carico del suo desiderio e si è preparato al peggio, ma ha dovuto lasciare il mondo del puroresu alla fine del secolo, poiché un incidente sconosciuto gli ha causato una grave lesione permanente alla gamba destra, costringendolo ad usare una stampella da avambraccio per camminare. Ormai anziano e invalido per tornare a combattere, gestisce un piccolo negozio di moto chiamato Takaoka Motors (高岡モータース?, Takaoka mōtāsu), ma aiuta soprattutto Naoto Azuma nella sua formazione e ne diventa l'allenatore nel dojo segreto del primo Tiger Mask alle pendici del Fuji, che ha fatto sua proprietà privata e rimodernato un po' anche se ormai in rovina. Come la nipote, è consapevole che Naoto è il nuovo Tiger Mask. Le sue idee sul puroresu sono ferme al periodo Shōwa, dopo la guerra, venendo sempre criticato dalla nipote. Alla fine, lui e la sorella minore Yoko si devono rassegnare ad accettare la carriera da pro-wrestler di Haruna. È doppiato da Ryōichi Tanaka, lo stesso di allora.

### Miss X
Miss X (ミスX? Misu Ekkusu), il cui vero nome è Sandra (サンドラ?, Sandora), è l'antagonista principale della serie. Capo della GWM (グローバル・レスリング・モノポリー?, Gurōbaru Resuringu Monoporī, lett. "Global Wrestling Monopoly"), una potente federazione di wrestling americana controllata segretamente dalla rinata Tana delle Tigri, che ha ora la sede centrale negli Stati Uniti, è una versione femminile e dominatrice del vecchio Mister X. È una donna bionda, bellissima e affascinante, con un seno enorme, molto energica e iperattiva, ma fredda e spietata, molto ambiziosa e mortale in combattimento, con una tetra risata, la tuta di pelle aderente e armata di frusta. Considera Tiger Mask come un nemico che odia a morte la GWM, un ostacolo nel conseguimento dei loro piani lucrativi di dominare sul mercato giapponese con un monopolio mondiale, ma è segretamente affascinata dalla sua forza e la sua rivale più diretta è la sua agente, Haruna, con la quale litiga spesso per le regole di un match. Come sua autorità frontale, diventa la messaggera della rinata Tana delle Tigri, desiderosa come non mai di lavare l'onta della vecchia umiliazione patita per mano del ribelle Naoto Date, e pianifica la maggior parte degli schemi per sbarazzarsi di Tiger Mask. Mister Question non si lascia corrompere da lei con i soldi. Ha soggezione del nuovo Mister X, che controlla la sua federazione e la riprende spesso, però non perde mai il suo sangue freddo e si diverte quando è lui a commettere degli errori, dovendo assumersi la responsabilità, e soprattutto la sua delusione finale per la sconfitta subita. Tana delle Tigri l'ha lasciata vivere, nonostante Tiger Mask sia diventato il campione mondiale dei wrestler mascherati, ma deve fare in modo che il Max Dome abbia il tutto esaurito ai loro prossimi match. Come richiesto da Mister X, grazie a un piccolo trucco nella firma del contratto, riesce a farvi partecipare Tiger Mask, attirando il pubblico giapponese. Le sue opinioni su importanti match organizzati da Mister X in persona non vengono mai tenute in considerazione, siccome non vuole sentirla piagnucolare. Fa sempre da annunciatrice per gli assassini della GWM sul ring giapponese. Come agente sempre più dotata e fredda pianificatrice, che accompagna i wrestler della GWM, ha già in serbo per l'immediato futuro un nuovo wrestler mascherato. Ha messo molte volte con successo Tiger Mask in una situazione pericolosa, attraverso un'attenta pianificazione e il know-how aziendale. Con la minaccia di dover affrontare l'Esecuzione della Tigre in caso di sconfitta, è sempre capace di incutere terrore persino ai wrestler più potenti della GWM. Viene spesso messa in grande imbarazzo dai suoi wrestler o dai giornalisti. Tiger Mask e altri wrestler non della GWM la chiamano soprattutto Monopoly (モノポリー?, Monoporī, lett. "Monopolio"). Le piace il budino Gooey ganache comprato da Lady, la sua segretaria. Ha un fisico forte e sale per la prima volta sul ring giapponese senza maschera con il soprannome di X Woman (Xウーマン?, X Ūman, lett. "X donna") in occasione di una rivincita tra le wrestler americane e il duo giapponese Candy Pair, subendo però una clamorosa sconfitta per mano di Haruna, al suo debutto come pro-wrestler. Con la gamba destra fasciata e dolorante non vuole più salire sul ring per una rivincita, né tantomeno che la vincitrice la chiami con il ring name dopo essersi ripresa. Dopo la sconfitta di King Tiger, con la promessa di lasciarlo sfidare The Third, convince Tiger Mask a firmare un contratto che lo costringe a tradire la New Japan Pro-Wrestling per allearsi con i Miracle. Non avendo il diritto di fermare il match, quando capisce che The Third sta per essere sconfitto da Tiger Mask, consiglia invano Mister X di gettare prima l'asciugamano. Malgrado le precedenti ostilità, prende la sconfitta di Tana delle Tigri con garbo e successivamente decide di fondare la sua propria organizzazione di wrestling, anche denominata GWM, levantesi in piedi per "Girls Wrestling Movement", reclutando Haruna come il suo asso combattente, insieme a Milk e Mint. Usa l'ex palestra Zipangu come quartier generale e mantiene il suo nome in codice perché funziona meglio con la stampa. Porta gli occhiali quando usa il computer portatile. È basata su Anne Hathaway e sul costume di Julia Dietze nel film Iron Sky. È doppiata da Yū Kobayashi.

## Comprimari

### Personaggi immaginari

#### Daisuke Fujii
Daisuke Fujii (藤井大助?, Fujii Daisuke) è il padre di Takuma e il manager della Zipangu Pro-Wrestling da dieci anni. È seriamente ferito quando la palestra viene distrutta. Ridotto in sedia a rotelle, è così in riabilitazione all'ospedale da tre anni. Sa che Naoto è il nuovo Tiger Mask. È basato su Hayabusa e Shinjiro Otani. È doppiato da Takeshi Kusao.

#### Ruriko Yamashina
Ruriko Yamashina (山科ルリコ?, Yamashina Ruriko) è l'infermiera di Daisuke all'ospedale, figlia del proprietario di un grande gruppo di corporazioni mediche. Naoto, che fa visita a Daisuke tutti i giorni, ha una cotta per lei, pur tenendosi indietro a causa della sua situazione, ma lei s'innamora ricambiata di Takuma. Ha una profonda ammirazione per Tiger Mask, che alla fine l'ha motivata a lavorare come infermiera per la GWM per seguire il wrestling più da vicino, anche se non sa che è in realtà Naoto. Tuttavia, disillusa dalla crudeltà della GWM e dalle azioni di Tiger Mask con i Miracle, ha rassegnato la sua posizione ed è tornata al suo precedente lavoro per aiutare nella riabilitazione di Takuma. È basata su Junko Tachibana di Uomo Tigre II e condivide il nome con Ruriko Wakatsuki. È doppiata da Chiemi Chiba.

#### Hikari Kuruma
Hikari Kuruma (来間ひかり?, Kuruma Hikari) è una giornalista del Monthly Pro-Wrestling World. È principalmente interessata sia a Tiger Mask sia a Tiger the Dark, così come al loro segreto, e si avvicina loro. È doppiata da Izumi Kitta.

#### Ryu Wakamatsu
Ryu Wakamatsu (若松龍?, Wakamatsu Ryū), ring name Dragon Young (ドラゴンヤング?, Doragon Yangu), è un pro-wrestler giapponese iscritto alla New Japan Pro-Wrestling da tre anni. Soprannominato "Il Giovane Leone", è considerato un astro nascente del wrestling professionistico giapponese, ed è un grande fan di Kazuchika Okada. Quando Black Python sfida Tiger Mask, la federazione giapponese ottiene di trasformare la sfida in un match a coppie, e così Wakamatsu viene messo in coppia con Naoto. Nonostante Miss X e Tana delle Tigri abbiano in mente di massacrarlo per umiliare pubblicamente la federazione giapponese e i suoi wrestler, il giovane wrestler riesce a vincere il match, seppure con l'aiuto decisivo di Tiger Mask. Affronta vari wrestler della GWM come Red Death Mask, Billy the Kidman e The Third, venendo però sempre sconfitto con facilità. Ha una profonda cotta per Haruna e cerca invano di farle la corte ogni volta che la incontra, trovando alla fine un'altra ragazza. È doppiato da Daisuke Kishio.

#### Kaioh Mikasa
Kaioh Mikasa (三笠海王?, Mikasa Kaiō) è un pro-wrestler giapponese. Un tempo iscritto alla Zipangu Pro-Wrestling, dove era il numero due, è passato alla New Japan Pro-Wrestling come wrestler freelance quando la palestra è stata chiusa dopo la debacle subita contro i campioni di Tana delle Tigri, ma nonostante sia molto famoso come wrestler non appare particolarmente forte. Inizialmente scelto per affrontare Odin, una sfida da cui è sicuro di uscire sconfitto e malconcio, riesce a chiamarsi fuori grazie a Naoto, che prende il suo posto e appare per la prima volta nelle vesti del nuovo Tiger Mask. In seguito, si iscrive al torneo mondiale dei wrestler mascherati, con il ring name Poseidon (ポセイドン?, Poseidon, lett. "Poseidone"), ma viene sconfitto nel suo primo match dal wrestler It's The Ace, alias Hiroshi Tanahashi. Poi, in occasione del Max Dome War Game, si vende alla GWM, accettando di vestire per loro i panni di Yellow Devil (イエロー・デビル?, Ierō Debiru, lett. "Diavolo giallo") per poter prendere parte al torneo, ma viene facilmente sconfitto da Tiger the Dark. È doppiato da Yasuhiko Kawazu.

#### Fukuwara Mask
Keiji Tanaka (ケイジ田中?, Keiji Tanaka), ring name Fukuwara Mask (ふくわらマスク?, Fukuwara Masuku), era un wrestler giapponese della GWM che, tre anni prima, in coppia con Billy the Kidman, sconfisse Kaioh Mikasa e Tsuyoshi Nishida in semifinale. Poi però, a loro insaputa, divenne un wrestler della New Japan Pro-Wrestling. Soprannominato il "Dio burlone di Tohoku", combatte indossando dei vestiti comuni e una maschera Hyottoko da pagliaccio, e utilizza uno stile di wrestling particolare, basato sul mettere in ridicolo l'avversario e coglierlo alla sprovvista fingendosi stupido. Anche se a prima vista appare sprovveduto e incapace, è molto più forte e abile di quanto voglia far credere, anche da poter competere con Tiger Mask in un duro combattimento se mai decidesse di combattere sul serio. A volte fornisce commenti e dimostra di avere una conoscenza approfondita delle tecniche di combattimento, ed è in grado di fornire informazioni accurate. Finora, grazie alle sue grandi conoscenze del wrestling, è stato l'unico ad aver capito la vera identità di Spring Tiger. Era stato l'allenatore di The Third e di un numero non rivelato di wrestler della rinata Tana delle Tigri, tanto da scoprire le loro rispettive identità durante il Wrestle Max War Game. Di conseguenza, entrambi utilizzano tecniche simili. Essendo però diventato disgustato con i loro lavori, ha lasciato Tana delle Tigri ed è più felice con il suo attuale percorso. È implicito che pure lui abbia superato la Fossa avendo abbandonato la GWM senza ripercussioni. Sconfigge facilmente Ryu in un match, poi perde contro Tiger Mask in una battle royal. Prende parte al torneo dei wrestler mascherati della GWM, dove affronta Takuma mettendolo in difficoltà, ma venendo battuto, anche se probabilmente non aveva fatto sul serio. Affianca Tiger Mask al War Game, dove The Third lo sconfigge, riconoscendo il suo vecchio maestro. Pur avendolo negato, Haruna sospetta che abbia una relazione con la segretaria di Miss X. Alla fine, per ringraziarlo di essersi preso molta cura di Tiger Mask, Takaoka gli permette di usare il suo luogo d'allenamento segreto ogni volta che vuole. È basato su Great Togo e sul gimmick dei wrestler clowneschi della Osaka Pro-Wrestling, come Ebessan, Kikutaro e Kuishinbo Kamen. È doppiato da Kōzō Shioya.

#### Kevin Anderson
Kevin Anderson (ケビン・アンダーソン?, Kebin Andāson), ring name Wagner (ワーグナー?, Wāgunā) e Miracle 2 (ミラクル2?, Mirakuru 2), è un wrestler tedesco della rinata Tana delle Tigri assunto dalla GWM. Amico intimo di Takuma, anche se probabilmente non abile come lui o Tiger Mask, rimane un wrestler competente, essendo uno dei tre sopravvissuti al torneo clandestino della Fossa. Cova un odio profondo nei confronti di Tiger Mask, ritenendolo responsabile dell'infortunio di Takuma. Avrebbe dovuto affrontare Tiger Mask al torneo dei wrestler mascherati della GWM, ma viene miseramente sconfitto da Mister Question. Aiuta Takuma al War Game e con il suo contributo batte Tiger Mask. È uno dei rappresentanti della GWM al Final Wars, dove Tiger Mask lo sconfigge con la sua seconda mossa vincente. Dopo la sconfitta di Tana delle Tigri, essendo ora libero, si riconcilia con Takuma. La madre è l'unica parente citata. È doppiato da Jun Fukuyama.

#### Mike Rodríguez
Mike Rodríguez (マイク・ロドリゲス?, Maiku Rodorigesu) è un wrestler della rinata Tana delle Tigri assunto dalla GWM nella città natale. Si unisce a Takuma e Kevin in Giappone come parte dell'espansione aziendale della GWM. È doppiato da Yasuaki Takumi.

#### Lady
Lady (レディ?, Redei, lett. "Signora") è il secondo antagonista principale della serie. Nipote (di zio) del nuovo Mister X, è la segretaria di Miss X e le è molto legata, seguendola ovunque e dandole consigli. Malgrado la sua posizione, non ha alcuna autorità sulla GWM, e il suo lavoro consiste nell'organizzare i match e monitorare i duri allenamenti. Per lo più calma e inespressiva, non perde mai il suo sangue freddo, ma è ancora molto giovane e non tanto esperta nel settore. La si vede spesso fare brevi apparizioni in altre città, affermando cripticamente che "ha affari lì" prima di ritirarsi. Alla sua signora è piaciuto il budino Gooey ganache che le ha comprato. Ha fatto da seconda a King Tiger nel death match con Tiger Mask e, per ordine di Miss X, ha insegnato ad Haruna come fare lo stesso per il suo wrestler. Pur avendolo negato, Haruna sospetta che abbia una relazione con Fukuwara Mask. Alle terme indossa un costume verde, lo stesso colore degli occhi. Le piacciono i dolci di Kyoto e si dedica anche alla meditazione nei templi locali. Dopo la sconfitta di Tana delle Tigri, segue Miss X nella sua nuova organizzazione. Il suo character design ricorda molto Jane, una dei killer professionisti del primo Mister X. È doppiata da Yukiko Morishita.

#### Mister X
Mister X (ミスターＸ?, Misutā Ekkusu) è il terzo antagonista principale della serie. Nuovo perfido capo della rinata Tana delle Tigri, che ha ora la sede centrale negli Stati Uniti, quindi con Miss X sotto la sua guida, cova un grande rancore nei confronti del nuovo Tiger Mask apparso nel XXI secolo. Conserva nel suo ufficio le reliquie del primo Mister X, che era identico a lui: il bastone, il cilindro e la lente rotta. In seguito, Lady rivela che è suo zio. Alla fine, con la sconfitta di The Third per mano del nuovo Tiger Mask, deve a malincuore chiudere per sempre la sede centrale. È doppiato da Hidekatsu Shibata, lo stesso del primo Mister X.

#### The Third
Tiger the Great the Third (タイガー・ザ・グレート・ザ・サード?, Taigā Za Gurēto Za Sādo), più comunemente conosciuto come The Third (ザ・サード?, Za Sādo, lett. "Il terzo"), è un nemico di lunga data di Naoto e Takuma. Nipote di Tiger the Great, ucciso dal primo Tiger Mask, quindi legittimo successore di Tana delle Tigri, funge da capo dei suoi quattro re celesti e indossa lo stesso costume da tigre grigia del nonno. Tre anni prima della comparsa di Tiger Mask, era Yellow Devil (イエロー・デビル?, Ierō Debiru, lett. "Diavolo Giallo"), omonimo ed erede di Kentaro Takaoka prima che tradisse la vecchia Tana delle Tigri. Si era battuto contro il padre di Takuma, sconfiggendolo senza pietà e determinando così la rovina della Zipangu Pro-Wrestling. Inoltre, facendosi accompagnare da Mister X in persona, fu proprio lui a reclutare Takuma, che aveva ferito durante il match, con il pretesto di dargli la possibilità di vendetta. Nel tentativo di trovarlo, sia Naoto che Takuma hanno vestito i rispettivi panni di Tiger Mask e Tiger the Dark, nella speranza di poterlo incontrare e sconfiggerlo, vendicando il loro mentore. Quello che i due inizialmente non sanno però è che, subito dopo quel match, Yellow Devil ha svestito i suoi vecchi panni, che vengono ereditati dal suo attendente Billy the Kidman per ordine di Mister X, diventando invece The Third, l'uomo di punta di Miss X e il detentore della cintura di campione del mondo GWM. È talmente forte da riuscire a sopraffare facilmente Blackout da solo, benché il robot fosse malfunzionante a causa dei danni subiti nel match con Takuma, Kevin e Odin. Era stato precedentemente addestrato da Fukuwara Mask, quando era ancora nella GWM, tanto da scoprire le loro rispettive identità durante il debutto al Wrestle Max War Game. Di conseguenza, entrambi utilizzano tecniche simili. Con in palio la sua cintura, prende parte al War Game, dove batte Gedo, Naito e persino il suo mentore, Fukuwara Mask, per poi contendersi la finale contro Tiger the Dark, riuscendo a sconfiggerlo e rivelando di essere il suo obiettivo a lungo cercato. Anche se inizialmente guadagna vantaggio, le lesioni subite dal match con Naoto impediscono a Takuma di sconfiggerlo ed è paralizzato dal suo Sacrifice. Ritorna come uno dei wrestler principali per il Final Wars, dove riesce a prevalere contro Makabe e Okada in un tag match affiancato da Tiger the Black, e alla fine, durante un tag match dove fa coppia con Big Tiger The Second, affronta Tiger the Dark e Tiger Mask riuscendo a strappare la maschera a quest'ultimo, ma viene miseramente sconfitto da Takuma grazie alla sua nuova tecnica Crossbow. Nella battaglia finale Naoto lo affronta come Tiger Mask W, usando la metà della sua maschera e quella di Takuma. Sebbene in grado di infortunarlo attraverso una catena di Devil Tornado, anche il braccio viene ferito, che in ultima analisi ne provoca la sconfitta, cadendo alla Tiger Fang e finendo la lunga ricercata vendetta di Naoto e Takuma. La sua sconfitta provoca la fine della rinata Tana delle Tigri. Come Yellow Devil, le sue specialità erano il Devil Tornado, una barra di mano che utilizza la rotazione del corpo, e il Devil Crush, un vizioso battipalo eseguito dall'angolo del ring, e questa tecnica era stata usata per paralizzare Daisuke. Come The Third, la sua tecnica finale si chiama Sacrifice, dove solleva l'avversario dalle gambe e poi salta, e successivamente li sbatte nuovamente dentro la stuoia, esercitando pressione sulle gambe, immobilizzandoli e provocando gravi danni all'intero corpo, potendo potenzialmente paralizzarlo. È basato su Lou Thesz. È doppiato da Bin Shimada.

#### Henry Odin
Henry Odin (ヘンリー・オーディン?, Henrī Ōdein) è il primo wrestler nordamericano della rinata Tana delle Tigri assunto dalla GWM a sfidare il nuovo Tiger Mask. Originariamente avrebbe dovuto confrontarsi col modesto wrestler Kaioh Mikasa, ma grazie ad un espediente ideato da Kentaro e Haruna, Naoto ottiene di poter prendere il posto dello sfidante ufficiale, con lo scopo di scoprire da Odin alcune informazioni utili a trovare Yellow Devil, visto che tre anni prima si era unito a lui e alla GWM nei loro match in Giappone. Tuttavia, appurato che Odin non sa nulla di Yellow Devil o quale sia la sua vera identità, Naoto lo sconfigge facilmente, ma lasciando il ring senza schienarlo e perdendo così il match per abbandono. La stampa dichiara comunque la vittoria morale di Tiger Mask, così Odin, sconfitto per la prima volta, viene riportato a forza in America per affrontare l'Esecuzione della Tigre, che in pratica consiste nel fare da sparring partner agli altri wrestler per testare le tecniche più micidiali e pericolose. Si impegna nel torneo clandestino della fossa e diventa uno dei suoi tre sopravvissuti. Viene tuttavia ferito nel match e si ritira dalla GWM prima di tornare nella sua città natale, dove la sua fidanzata Catherine lo aspetta. Alla fine, combatte un tag match in coppia con Takuma. È basato su Gene Simmons dei Kiss e sul Dirty Baron della serie anime Kinnikuman. È doppiato da Eiji Takemoto.

#### Queen Elizabeth
Queen Elizabeth (クイーン・エリザベス?, Kuīn Erizabesu) è una pro-wrestler statunitense della GWM. Ha lunghi capelli biondi e occhi azzurri, e indossa un abito blu da wrestling in bikini. Molto abile a incassare colpi, utilizza uno stile di wrestling fondato molto sull'agilità e la resistenza. Sconfigge Payne Fox in un diva-match di contorno durante il torneo mondiale dei wrestler mascherati. È basata su Charlotte Flair e Queen è uno dei suoi soprannomi. È doppiata da Ai Maeda.

#### Payne Fox
Payne Fox (ペイン・フォックス?, Pein Fokkusu) è una pro-wrestler statunitense della GWM che all'agilità predilige l'uso della forza bruta. Ha i capelli rossi corti, indossa vernice sul viso ed è piccola. Viene sconfitta da Queen Elizabeth in un diva-match di contorno durante il torneo mondiale dei wrestler mascherati. È basata su Becky Lynch. È doppiata da Ai Nagano.

#### Milk & Mint
Milk (ミルク?, Miruku, lett. "Latte") e Mint (ミント?, Minto, lett. "Menta") sono una coppia di wrestler giapponesi indipendenti, hanno 20 anni e insieme formano il team Candy Pair (キャンディペア?, Kyandi Pea). Milk ha capelli neri di lunghezza media in stile in una coda di cavallo, e indossa un top bianco e rosa e una minigonna arricciata, quasi una idol. Mint ha i capelli castani e indossa un abito giallo e verde. Sfidano Queen Elisabeth e Payne Fox in un diva-match prima del match tra Tiger Mask e Bigfoot, che mette in palio la cintura di campionesse del mondo GWM, subendo però una sconfitta che rasenta l'umiliazione. In seguito, dopo aver firmato un contratto da professioniste con la GWM, ottengono una ripetizione della sfida, ma la sera prima del match Milk viene ricoverata in ospedale per appendicite. Haruna, che da tempo si allena segretamente per diventare una pro-wrestler, prende il suo posto, ed insieme lei e Mint riescono a sconfiggere il team americano composto da Queen Elizabeth e dalla stessa Miss X. Sono basate su Mizuki e Saki. Sono doppiate rispettivamente da Mayumi Iizuka e Haruna Ikezawa.

#### O'Conner
O'Conner (オコナー?, Okonā), ring name Miracle 3 (ミラクル3? Mirakuru 3), è un allenatore della rinata Tana delle Tigri assunto dalla GWM, omonimo ed erede dell'originale Miracle 3/Tiger the Great. Il suo soprannome è "Wrestling Master". Non ha una mossa assassina e combatte invece puramente attraverso mosse ortodosse, tutte le quali sono state affinate a un grande livello. Anche se ha studiato lo stile di combattimento di Tiger Mask, viene sconfitto quando il suo avversario usa mosse improvvisate. È doppiato da Taketora.

#### Miracle 1
Miracle 1 (ミラクル1? Mirakuru 1) è un giovane wrestler canadese della GWM da tre anni. Volatore alto e misterioso, fino a un mese prima era stato il detentore della cintura di campione del mondo CSW. Anche se inizialmente amichevole mentre aderisce alla New Japan Pro-Wrestling, questo è uno stratagemma, essendo un combattente ostile e sporco, che non si fa scrupoli nel ricorrere a falli e barare per vincere. Infatti, il suo metodo preferito di combattimento consiste nel coalizzarsi sui wrestler insieme con gli altri Miracle. Al suo esordio con la New Japan Pro-Wrestling sconfigge Gedo, successivamente disputa vari tag match con l'aiuto di Kevin, O'Conner, Universal Mask e Tiger Mask, alleatosi con la GWM, contro i wrestler della New Japan Pro-Wrestling che vengono vinti grazie alle loro continue scorrettezze, i loro match vengono alle volte invalidati proprio a causa della loro pessima condotta. È uno dei rappresentanti della GWM al Final War dove viene sconfitto dal Rainmaker di Okada nonostante il suo tentativo di batterlo con un'asian mist sputandogli in pieno volto una sostanza allo scopo di accecarlo. La sua mossa assassina si chiama "Miracle Rana", che è un battipalo di due uomini eseguito dall'angolo in combinazione con uno degli altri Miracle. È doppiato da Hiroaki Miura.

### Personaggi reali

#### Kazuchika Okada
Kazuchika Okada (岡田 和睦?, Okada Kazuchika) è un pro-wrestler giapponese iscritto alla New Japan Pro-Wrestling. Affianca Naoto nella sua lotta contro la GWM. È il wrestler più forte, un campione della New Japan Pro-Wrestling, bello e talentuoso, e il suo gimmick è Rainmaker. È uno degli avversari della GWM al Final Wars, dove perde il tag match insieme a Makabe contro The Third e Tiger the Black, ma sconfigge Miracle 1. Era già comparso in Future Card Buddyfight. È doppiato da Masakazu Morita.

#### Hiroshi Tanahashi
Hiroshi Tanahashi (棚橋 弘至?, Tanahashi Hiroshi) è uno dei più rappresentativi pro-wrestler giapponesi iscritti alla New Japan Pro-Wrestling. Grande amico di Naoto, combatte in coppia con lui in alcune occasioni. Si iscrive al torneo dei wrestler mascherati, con il ring name It's-the-Ace (イッツザエース?, Ittsu za Ēsu), per aiutare Tiger Mask a conseguire il suo obiettivo di danneggiare la reputazione della GWM e vendicarsi di Yellow Devil. Riesce a battere Kaioh Mikasa ma a causa di un infortunio patito in allenamento con Naoto viene sconfitto in semifinale proprio da Yellow Devil/Billy the Kidman, dopo essere riuscito in un primo momento a metterlo in seria difficoltà. Combatte al War Game, dove batte El Caracas, ma viene sconfitto da Naito. Viene sconfitto da The Second al Final Wars nel match che lo vedeva affiancato a Tiger Mask e Tiger the Dark. È doppiato da Ken'ichi Suzumura.

#### Yuji Nagata
Yuji Nagata (永田裕志?, Nagata Yūji) è un pro-wrestler giapponese iscritto alla New Japan Pro-Wrestling, dove è anche coinvolto con la gestione. La sua specialità è un armlock infame chiamato White Eyes Armlock, come i suoi occhi girano bianchi ogni volta che lo esibisce, dandogli un aspetto terrificante. Combatte al War Game, dove però viene sconfitto da El Caracas. Affronta Tiger the Black e The Second in un tag match insieme a Tiger Mask, dove vengono battuti dopo che The Second sconfigge Nagata con la sua presa migliore, dalla quale esce infortunato, non potendo prendere parte al Final Wars. Ha lo stesso ruolo di Giant Baba nel primo anime. È doppiato da Masaki Terasoma.

#### Togi Makabe
Togi Makabe (真壁刀義?, Makabe Tōgi) è un pro-wrestler giapponese iscritto alla New Japan Pro-Wrestling. Ha un debole per i dolci, oltre che un famoso blog, e senza gli manca la motivazione per combattere. Durante il Final Wars si fa valere riuscendo a rivaleggiare con Tiger the Black, ma perde a causa di The Third. È doppiato da sé stesso.

#### Kimihiko Ozaki
Kimihiko Ozaki (尾崎仁彦?, Ozaki Kimihiko) è l'annunciatore sul ring giapponese della New Japan Pro-Wrestling. È doppiato da Kenta Tanaka.

#### Tomoaki Honma
Tomoaki Honma (本間 朋晃?, Honma Tomoaki) è un pro-wrestler giapponese iscritto alla New Japan Pro-Wrestling, noto per la sua firma mossa Kokeshi. Può essere molto riscaldato in un combattimento, e altre volte rimane calmo. È doppiato da Masaya Takatsuka.

#### Tomohiro Ishii
Tomohiro Ishii (石井 智宏?, Ishii Tomohiro) è un pro-wrestler giapponese iscritto alla New Japan Pro-Wrestling, noto come il combattente toro. Indossa una maglietta nera con un bulldog con colletto a spillo. Si unisce a Tiger Mask in un evento di battle royal. È doppiato da Kenji Nomura.

#### Yoshi-Hashi
Yoshi-Hashi è un pro-wrestler giapponese iscritto alla New Japan Pro-Wrestling, attivo come un heel wrestler. Fa parte dello stabile di wrestling Chaos, di cui Okada è il capo. È doppiato da Hiroshi Okamoto.

#### Tetsuya Naito
Tetsuya Naito (内藤 哲也?, Naitō Tetsuya) è un pro-wrestler giapponese. È guascone, incontrollabile e ama fare quello che vuole. Nelle sue frasi tende a mescolare parole spagnole con un accento latino. Prende parte al War Game dove riesce a battere Tanahashi, per poi affrontare The Third mettendolo in seria difficoltà, ma venendo poi sopraffatto dalla schiacciante forza dell'avversario. Avrebbe dovuto schierarsi con la New Japan Pro-Wrestling al Final Wars, ma viene sostituito da Takuma. La sua specialità è una tecnica chiamata "Destino", dove afferra l'avversario da dietro, effettua un salto di 360° gradi mentre tiene una delle braccia dell'avversario e, utilizzando lo slancio, li sbatte dentro il ring. È doppiato da Kappei Yamaguchi.